# Assize of Bread and Ale
Das englische Assize of Bread and Ale, das im 13. Jahrhundert erlassen wurde, ist eine der frühesten Regelungen zur Lebensmittelkontrolle und in seiner Ausgestaltung eine wichtige Quelle zur Esskultur des Mittelalters. Für England stellt dieser Erlass die erste Regelung bezüglich Produktion und Verkauf von Lebensmitteln.
Es regelt detailliert, welche Preise Bäcker und Brauer in Abhängigkeit vom Getreidepreis nehmen durften. Sein genauer Entstehungszeitpunkt ist umstritten. Es wird aber im Allgemeinen Heinrich III. zugeschrieben und wäre dann in den Jahren 1266 und 1267 verfasst worden.
Das Gesetz wurde erst 1863 wieder aufgehoben.

## Belege
1. ↑  Henry de Beltgens Gibbins. The Industrial History of England. Methuen. 1897. p 229.
2. ↑  Cartwright, Peter. Consumer Protection and the Criminal Law. Cambridge University Press. ISBN 0-521-59080-9. 2001. p 152.
3. ↑  Hornsey, Ian. A History of Beer and Brewing. Royal Society of Chemistry. ISBN 0-85404-630-5. 2004. pp. 292-296.